# 山口県道153号木部柳井線
山口県道153号木部柳井線（やまぐちけんどう153ごう きべやないせん）は、山口県柳井市を通る一般県道である。

## 概要
柳井市伊陸（いかち）から柳井市柳井に至る。

### 路線データ
- 起点：柳井市伊陸（山口県道68号光日積線交点）
- 終点：柳井市柳井（山口県道149号柳井由宇線交点）

## 歴史
- 1958年（昭和33年）10月1日 - 山口県告示第644号の2により認定される。
- 1972年（昭和47年） - 山口県の県道番号再編により現行の路線番号に変更される。

## 地理

### 通過する自治体
- 柳井市

### 交差する道路
| 交差する道路                                        | 交差する場所   | 交差する場所 |
| --------------------------------------------------- | -------------- | ------------ |
| 山口県道68号光日積線 山口県道151号伊陸大畠港線 重複 | 伊陸（いかち） | 起点         |
| 山口県道149号柳井由宇線                             | 柳井           | 終点         |

### 沿線
- 柳井カントリー倶楽部
- 石井ダム